# Bahnhof Dortmund-Dorstfeld

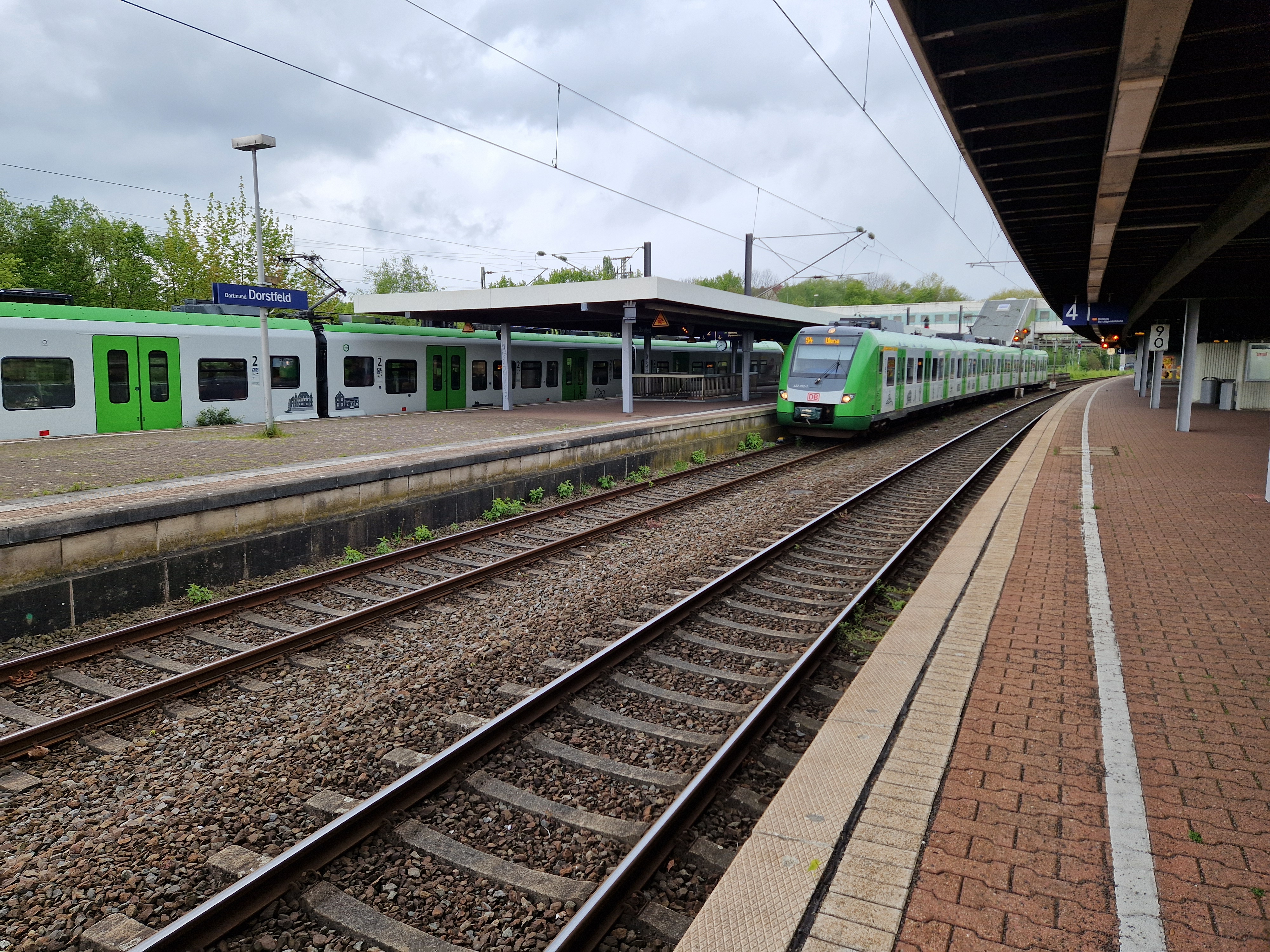
Die oberirdischen Bahnsteige mit einem Zug der S4 nach Unna-Königsborn und links angeschnitten einem Zug der S2 nach Dortmund Hbf, 2024

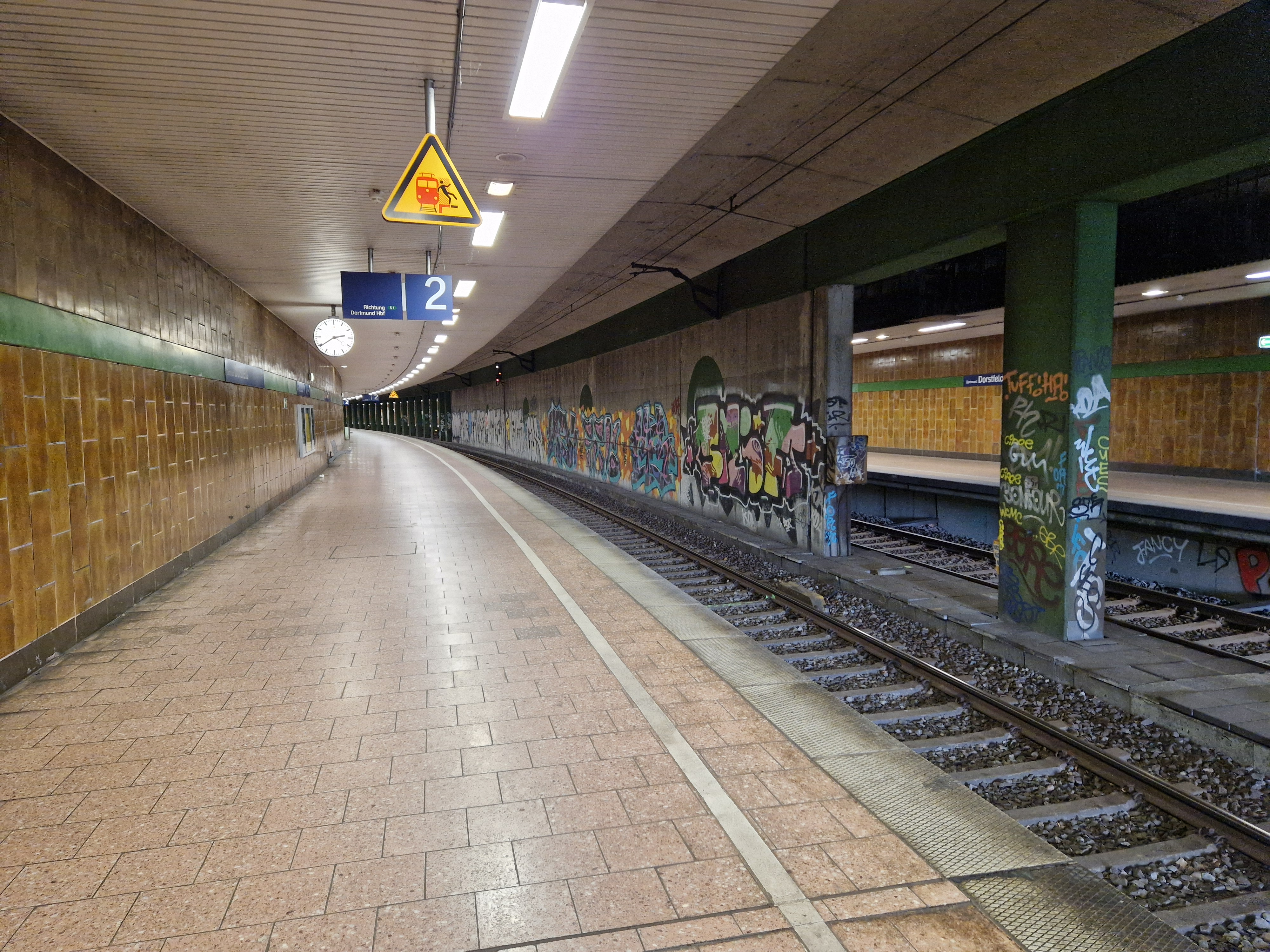
Die unterirdischen Bahnsteige, 2024

Der Bahnhof Dortmund-Dorstfeld ist neben dem Dortmunder Hauptbahnhof der zweite S-Bahnknoten in Dortmund. Er hat vier Hochgleise, die über zwei Mittelbahnsteige erreichbar sind, sowie zwei Tiefgleise, die über Seitenbahnsteige erreichbar sind. Diese Konstruktion nennt man Turmbahnhof.

## Verkehrliche Bedeutung
Der Bahnhof Dortmund-Dorstfeld wird von drei Linien der S-Bahn Rhein-Ruhr angefahren, der S 1 von Dortmund über Bochum, Essen und Düsseldorf nach Solingen, der S 2 von Dortmund über Herne (weiter nach Recklinghausen oder Essen) sowie der S 4 von Unna über Dortmund West nach DO-Lütgendortmund. Die S-Bahnlinien S 1, S 2 und S 4 werden von DB Regio NRW GmbH betrieben. Seit Dezember 2019 verkehrt von Montag bis Freitag tagsüber die S-Bahnlinie S 1 im Fünfzehnminutentakt. Die S-Bahnlinien S 2 und S 4 werden nur während der Hauptverkehrszeit (HVZ) auf dem Fünfzehnminutentakt verdichtet und fahren sonst im Halbstundentakt. Samstags sowie an Sonn- und Feiertagen verkehren alle Linien im Halbstundentakt. Im Nachtverkehr werden einzelne Fahrten der Linie S 2 durch die Rhein-Emscher-Bahn (RB32) ersetzt, die über Herne weiter Richtung Oberhausen und Duisburg verkehren.

Der Bahnhof ist als Umsteigebahnhof wichtig, weil die S 4 aufgrund der historischen Streckenführung (jene nutzt die Trasse der Bahnstrecke Welver–Sterkrade der Königlich-Westfälischen Eisenbahn-Gesellschaft) den heutigen Hauptbahnhof nicht anfährt. Die aus Unna kommende S 4 und die vom Hauptbahnhof kommende S 2 warten daher ebenso aufeinander wie die aus Lütgendortmund kommende S 4 und die aus Herne kommende S 2, ein Umstieg ist jeweils am selben Bahnsteig möglich. Die S 1 durchquert den Bahnhof unterirdisch und ist über Treppen und Aufzüge mit den anderen Linien verbunden.
Neben den S-Bahnen wird der Bahnhof auch von drei Buslinien der Dortmunder Stadtwerke angefahren. Die Linien 447, 465 und 466 verkehren hier von Montag bis Freitag im Zwanzigminutentakt, zur Tagesrandlage, samstags sowie an Sonn- und Feiertagen im Halbstundentakt. Für die den Bahnhof anfahrenden Buslinien sowie die S-Bahnlinien gilt der Tarif des VRR, verbundüberschreitend gilt der NRW-Tarif.
Neben den vier Bahnsteigen oberirdisch und den zwei Bahnsteigen unterirdisch gibt es noch Gleise (oberirdisch) für den gelegentlichen Güterzügverkehr.

## Linien
Der Bahnhof wird von drei Linien der S-Bahn Rhein-Ruhr angefahren:
| Linie | Verlauf | Takt                                                                            |
| ----- | --- | ------------------------------------------------------------------------------- |
| S 1   | Solingen Hbf – SG-Vogelpark – Hilden Süd – Hilden – D-Eller – D-Eller Mitte – D-Oberbilk – D-Volksgarten – Düsseldorf Hbf – D-Wehrhahn – D-Zoo – D-Derendorf – D-Unterrath – D-Flughafen – Angermund – DU-Rahm – DU-Großenbaum – DU-Buchholz – DU-Schlenk – Duisburg Hbf – MH-Styrum – Mülheim (Ruhr) Hbf – E-Frohnhausen – Essen West – Essen Hbf – E-Steele – E-Steele Ost – E-Eiberg – Wattenscheid-Höntrop – BO-Ehrenfeld – Bochum Hbf – BO-Langendreer West – BO-Langendreer – DO-Kley – DO-Oespel – DO-Universität – DO-Dorstfeld Süd – DO-Dorstfeld – Dortmund Hbf Stand: Fahrplanwechsel Dezember 2023 | 30 min 20 min (Solingen–Duisburg wochentags) 15 min (Essen–Dortmund wochentags) |
| S 2   | Hauptlinienweg: Dortmund Hbf – DO-Dorstfeld – DO-Wischlingen – DO-Huckarde – DO-Westerfilde – DO-Nette/Oestrich – DO-Mengede – Castrop-Rauxel Hbf – Herne – Linienast 1: Wanne-Eickel Hbf –Gelsenkirchen Hbf – GE-Rotthausen – E-Kray Nord – Essen Hbf Linienast 2: Recklinghausen Süd – Recklinghausen Hbf Stand: Fahrplanwechsel Dezember 2023 | 30 min 60 min (je Linienast)                                                    |
| S 4   | DO-Lütgendortmund – DO-Somborn – DO Germania – DO-Marten Süd – DO-Dorstfeld – Dortmund West – DO-Möllerbrücke – DO-Stadthaus – DO-Körne West – DO-Körne – DO-Knappschaftskrankenhaus – DO-Brackel – DO-Asseln Mitte – DO-Wickede West – DO-Wickede – Massen – Unna-Königsborn – Unna West – Unna Stand: Fahrplanwechsel Dezember 2023 | 30 min 15 min (Lütgendortmund–Königsborn zur HVZ)                               |

## Zugangsbauwerk
Das Zugangsbauwerk führt über die Gleise und verfügt über Treppen und Aufzüge zu sämtlichen Bahnsteigen. Es ist ein Zweckbau, den die Deutsche Bundesbahn in den 1980er Jahren bauen ließ, als der Ausbau der S-Bahn Rhein-Ruhr Dortmund erreichte. Ein Empfangsgebäude existiert nicht.

## Geschichte
Bereits 1874 gab es in Dortmund-Dorstfeld einen ersten Bahnhof, der heute allerdings nicht mehr existiert. Der aktuelle Bahnhof wurde am 24. September 1983 eröffnet, als die S 1, die bis dahin am Bochumer Hauptbahnhof endete, bis Dortmund verlängert wurde. Dabei nutzt sie nicht die Altbaustrecke der Bergisch-Märkischen Eisenbahngesellschaft, sondern eine Neubaustrecke aus den 1980er Jahren, die durch Tunnel und über sehr viele Kunstbauten läuft, um die Technische Universität Dortmund zu erschließen. Am 25. Mai 1984 kam oberirdisch die S 4 dazu, die bis dahin im Vorlaufbetrieb von Lokomotiven der Baureihe 212 mit Silberlingen bedient wurde. Am 3. Juni 1991 wurde die S 2 eröffnet, die zwischen Dortmund-Dorstfeld und dem Bahnhof Dortmund-Mengede nicht die Altbaustrecke der Köln-Mindener Eisenbahn-Gesellschaft befährt, sondern eine ehemalige Güterstrecke, die die Deutsche Bundesbahn ausbauen ließ, um den Dortmunder Nordwesten besser zu erschließen.

## Stellwerk
Das Stellwerk Ddf (Dortmund-Dorstfeld, Fahrdienstleiter) vom Typ Sp Dr S 60 wurde 1983 mit dem Bahnhof eröffnet. Es befindet sich am oberirdischen Teil des Bahnhofes. Neben dem Bahnhof Dorstfeld werden von dort aus auch die Bahnhöfe Lütgendortmund, Huckarde Süd sowie der noch bestehende Teil des nahen Rangierbahnhofs Dortmunderfeld gesteuert. Der Fernbahnteil des Stellwerkes Ddf wird vom Stellwerk Dhf (Dortmund-Hauptbahnhof) ferngesteuert.